# Itaunja
Itaunja är en ort i Indien.   Den ligger i distriktet Lucknow District och delstaten Uttar Pradesh, i den centrala delen av landet, 400 km öster om huvudstaden New Delhi. Itaunja ligger 129 meter över havet och antalet invånare är 6 726.
Terrängen runt Itaunja är mycket platt. Runt Itaunja är det tätbefolkat, med 790 invånare per kvadratkilometer. Det finns inga andra samhällen i närheten. Trakten runt Itaunja består till största delen av jordbruksmark.